# Rambach (Heideck)
Rambach ist ein Gemeindeteil der Stadt Heideck im Landkreis Roth (Regierungsbezirk Mittelfranken, Bayern). Rambach liegt in der Gemarkung Liebenstadt.

## Lage
Der Weiler liegt südwestlich der Stadt Heideck am nordöstlichen Abhang einer bis auf 606,7 Meter Höhe ansteigenden bewaldeten Höhe, dem Schloßberg. Das mehrere Teiche beim Rambach speisende Rambacher Wasser fließt in nordöstlicher Richtung der Kleinen Roth zu. Straßenverbindungen gibt es zum Gemeindesitz Heideck, zum Ort Schloßberg und nach Liebenstadt. Die Dorfflur ist 108 Hektar groß. Rambach liegt am Radweg „Brombachsee Nr. 8“ (= B 8).

## Ortsnamendeutung
Rambach bedeutet wohl „Siedlung am schmutzigen Wasser“.

## Geschichte
Das aus damals zwei Höfen bestehende Rambach wurde erstmals 1489 urkundlich erwähnt.
Mit Heideck gelangte Rambach nach dem Landshuter Erbfolgekrieg 1505 zum neuerrichteten Fürstentum Pfalz-Neuburg; im 16. Jahrhundert bestand der nunmehrige Weiler aus vier Untertanen(-familien). Mit der Verpfändung des pfalz-neuburgischen Pflegamtes Heideck und damit auch des Weilers Rambach 1542 an Nürnberg wurden auch die dortigen Untertanen der Reformation zugeführt; sie gehörten zur neuerrichteten evangelischen Pfarrei Selingstadt, bis 1598 in Schloßberg eine weitere und für Rambach nähere evangelische Pfarrei entstand. 1585 wurde das Amt Heideck von Pfalz-Neuburg wieder eingelöst. Die Wiedereinführung der katholischen Glaubensausübung erfolgte mit der Rekatholisierung von Neuburg-Pfalz unter dem konvertierten Pfalzgraf Wolfgang Wilhelm ab dem Jahr 1627; Rambach gehörte fortan zur katholischen Pfarrei und Gemeinde Liebenstadt des Bistums Eichstätt.
Am Ende des Alten Reiches, um 1800, gab es in Rambach vier Untertanen, deren Höfe dem pfalz-neuburgischen Landrichteramt Heideck als Grundherrschaft gehörten. Hoch- und niedergerichtlich unterstand der Weiler dem pfalz-neuburgischen Pflegamt Heideck.
Im neuen Königreich Bayern (1806) bildete Rambach mit Altenheideck, Haag, Liebenstadt und Tautenwind die Gemeinde Liebenstadt des gleichnamigen Steuerdistrikts im Gerichtsbezirk und Rentamt (später Bezirksamt und Amtsgericht) Hilpoltstein.
1873 gab es in Rambach ein Pferd und 20 Rinder.
Die Zahl der Anwesen in Rambach, seit dem 18. Jahrhundert vier, änderte sich im 19. Jahrhundert; so gab es 1843 im Weiler fünf Häuser, 1903 (und auch 1950) sechs Wohngebäude. Mit der Gebietsreform in Bayern wurde die Gemeinde Liebenstadt aufgelöst. Rambach wurde zum 1. Januar 1972 Gemeindeteil von Heideck.

### Einwohnerentwicklung
- 1818: 30 (4 „Feuerstellen“, 5 Familien)[18]
- 1843: 36 (5 Häuser)[19]
- 1868: 32 (10 Gebäude)[20]
- 1871: 29 (18 Gebäude)[14]
- 1900: 22 (6 Wohngebäude)[16]
- 1937: 24[21]
- 1950: 33 (6 Anwesen)[22]
- 1961: 29 (6 Wohngebäude)[23]
- 1970: 28[24]
- 1987: 28 (6 Gebäude mit Wohnraum; 7 Wohnungen)[25]

## Baudenkmäler
Die Ortskapelle wurde 1952/54 errichtet.

## Sonstiges
In der Rambacher Flur lassen sich im 20. Jahrhundert an religiösen Denkmälern nachweisen:
- Mittelalterliches Steinkreuz am Weg nach Liebenstadt
- im Ort Steinsäule mit gusseisernem Christus[26]